# Best of The Beach Boys
Best of The Beach Boys è un album compilation raccolta dei successi dei The Beach Boys, pubblicato nell'estate del 1966 dopo soli due mesi dall'uscita di Pet Sounds. Il disco include alcune delle loro canzoni più famose del periodo 1963-65. L'album raggiunse la posizione numero 8 in classifica negli Stati Uniti. Brian Wilson si disse irritato dal fatto che la casa discografica avesse deciso di pubblicare il primo greatest hits del gruppo, costituito da vecchio materiale, proprio nel momento in cui la musica dei Beach Boys era in pieno mutamento diventando sempre più complessa e sofisticata, e che la pubblicazione dell'album avesse nuociuto alle vendite di Pet Sounds.
La versione dell'album pubblicata in Gran Bretagna, con una scaletta dei brani differente, raggiunse la posizione numero 2 in classifica.
Nonostante Best of The Beach Boys sia certificato doppio disco di platino grazie alle vendite nei soli USA, attualmente l'album è fuori catalogo, soppiantato da successive compilation più esaustive.

## Tracce

### Versione USA
1. Surfin' USA (Brian Wilson/Chuck Berry) – 2:28
2. Catch a Wave (Brian Wilson/Mike Love) – 2:18
3. Surfer Girl (Brian Wilson) – 2:26
4. Little Deuce Coupe (Brian Wilson/Roger Christian) – 1:50
5. In My Room (Brian Wilson/Gary Usher) – 2:13
6. Little Honda (Brian Wilson/Mike Love) – 1:51
7. Fun, Fun, Fun (Brian Wilson/Mike Love) – 2:18
8. The Warmth of the Sun (Brian Wilson/Mike Love) – 2:50
9. Louie, Louie (Richard Berry) – 2:23
10. Kiss Me, Baby (Brian Wilson/Mike Love) – 2:35
11. You're So Good to Me (Brian Wilson/Mike Love) – 2:13
12. Wendy (Brian Wilson/Mike Love) – 2:22

### Versione UK
La versione europea di Best of The Beach Boys venne pubblicata a metà 1966 con 14 brani, invece dei 12 della versione statunitense.
1. Surfin' Safari – 2:05
2. Surfin' USA – 2:28
3. Little Deuce Coupe – 1:50
4. Fun, Fun, Fun – 2:18
5. I Get Around – 2:12
6. All Summer Long – 2:05
7. In My Room – 2:13
8. Do You Wanna Dance? – 2:18
9. Help Me, Rhonda – 2:45
10. California Girls – 2:37
11. Barbara Ann – 2:05
12. You're So Good To Me – 2:13
13. Sloop John B – 2:55
14. God Only Knows – 2:49

## Classifiche
| Classifica (2021) | Posizione massima |
| ----------------- | ----------------- |
| Grecia            | 21                |